# Regumiel de la Sierra (kommunhuvudort)
Regumiel de la Sierra är en kommunhuvudort i Spanien.   Den ligger i provinsen Provincia de Burgos och regionen Kastilien och Leon, i den centrala delen av landet, 180 km norr om huvudstaden Madrid. Regumiel de la Sierra ligger 1 124 meter över havet och antalet invånare är 466.
Terrängen runt Regumiel de la Sierra är huvudsakligen kuperad. Regumiel de la Sierra ligger nere i en dal. Runt Regumiel de la Sierra är det ganska glesbefolkat, med 31 invånare per kvadratkilometer. Närmaste större samhälle är Quintanar de la Sierra, 5,0 km nordväst om Regumiel de la Sierra. I omgivningarna runt Regumiel de la Sierra växer i huvudsak barrskog.